# خلیج بحرین

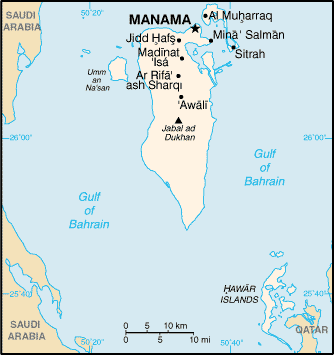
موقعیت خلیج بحرین که دور کشور بحرین محاط شده است.

خلیج بحرین خلیجی است درون خلیج فارس که از غرب به عربستان سعودی و از شرق به قطر منتهی می‌شود.